# Arno Meng
Arno Meng (* 18. Dezember 1902 in Magdeburg; † 6. Januar 1994 ebenda) war ein deutscher Architekt.

## Leben
Arno Meng nahm nach dem Besuch der Schule in Magdeburg 1920 zunächst eine Lehre als Bankkaufmann auf. Nach Abschluss der Lehre wurde er 1924 Praktikant in einem Betrieb für Raumausstattung, um in einem künstlerisch gestaltenden Beruf arbeiten zu können. Gleichzeitig nahm er Abendkurse für Fach- und Freihandzeichnen. In dieser Zeit wurden Sympathien zur Magdeburger Künstlervereinigung Die Kugel geweckt, zu deren Mitgliedern er freundschaftliche Verhältnisse unterhielt. Von Ende 1924 bis Sommer 1928 absolvierte Arno Meng ein Studium an der Magdeburger Kunstgewerbe- und Handwerkerschule. Neben ersten Anstellungen im Architekturbüro Wellermann und Frölich in Bremen sowie ab Juli 1929 im Büro des Bremer Architekten Hohndorf, bei dem er erstmals mit Aufgaben aus dem Industriebau in Berührung kam, nahm er dort Abendkurse in Statik und Baukonstruktion an den Technischen Staatslehranstalten Bremen. Im Architekturbüro von Bernhard Lippsmeier in Magdeburg erarbeitete er 1930–1931 erste Projekte für den gemeinnützigen Wohnungsbau. Nach kurzer Arbeitslosigkeit 1932 war er als Atelierschüler von Wilhelm Deffke, dem Leiter der Kunstgewerbeschule Magdeburg, federführend mit dem Ausbau dieser Schule zur Werkkunstschule mit angegliedertem Werkstoffmuseum befasst. Diese Planung zerschlug sich nach der Machtergreifung durch die Nationalsozialisten. Die Beteiligten wurden entlassen. Einer vorübergehenden Tätigkeit als freischaffender Architekt folgte ab August 1933 eine erneute Beschäftigung als Bauführer und Architekt im Büro Lippsmeiers. Das Aufgabenfeld umfasste Eigenheimbauten, genossenschaftlichen Wohnungsbau sowie die Beteiligung an Planungen für Schulen, Krankenhäuser, Altersheime und Kirchen. Anfang 1938 wechselte Arno Meng zum Büro Harms & Neddermaier nach Braunschweig, 1939–1945 wurden ihm, vom Militärdienst freigestellt, im Büro Neumann-Rundstedt in Magdeburg Projekte für Luftschutz- und Industriebauten und Sonderaufgaben in Leuna übertragen.
Ab 1946 war Arno Meng freischaffend in Magdeburg tätig und fungierte ehrenamtlich als Bezirksarchitekt sowie als Mitglied des Beirats der Bezirksregierung, Sachgebiet Architektur-Prüfung der Zulassung von Architekten. Er war Mitbegründer der Ortsgruppe Magdeburg des Kulturbunds und zwei Jahre lang ihr Vorsitzender. Innerhalb des Kulturbunds gründete er den Arbeitskreis Architektur. Er wohnte in dieser Zeit in der Seumestraße 3 in der Magdeburger Altstadt. Seit 1953 gehörte er sowohl dem Klub Otto von Guericke, als auch der Bezirksgruppe des Bundes deutscher Architekten als Vorstandsmitglied an. Ab Februar 1947 wurde Arno Meng durch den wieder eingesetzten Deffke als Lehrer und Leiter der Klasse Architektur an die Fachschule für angewandte Kunst berufen. 1948 war er neben Katharina Heise einer der Gäste am Tag der Gründung der Künstlervereinigung dalbe. Seine Unterschrift findet sich auf deren Gründungsurkunde. Einer der Gründungsmitglieder war sein Kollege Walter Bischof, Leiter der Glasklasse an der Fachschule. Nach Schließung der Schule 1963 erhielt er eine Anstellung im VEB Hochbauprojektierung, später WBK-Projekt. Bis zum Eintritt in den Ruhestand 1967 war er an der Planung zum Wiederaufbau des Magdeburger Rathauses sowie zum Innenausbau des Hauses der Lehrer beteiligt.

## Werk
Arno Meng erwarb sich vor allem beim Wiederaufbau Magdeburgs Verdienste um Kultur- und Sozialbauten. Zu diesen Arbeiten zählten insbesondere der Wettbewerbsentwurf zum Bau des AMO-Kulturhauses 1949 (unter Denkmalschutz), Planung und Bauleitung der Pawlow-Poliklinik 1949/1950 sowie die Entwürfe für Ladenausbauten im Stadtzentrum 1953–1955. Er machte sich darüber hinaus einen Namen als Ausstellungsgestalter, so bei der Aufbauleitung der Ausstellung „Magdeburg lebt“ 1947, der Planung und Aufbauleitung der Ausstellung „Handwerker-Leistungsschau“ 1952 oder der Ausstellung „Otto von Guericke“ 1953.